# كاتاف-آيفانوفسك
كاتاف-آيفانوفسك (بالروسية: Катав-Ивановск) هي إحدى مدن روسيا في الكيان الفدرالي الروسي تشيليابينسك أوبلاست.